# Lessard-et-le-Chêne

Lessard-et-le-Chêne este o comună în departamentul Calvados, Franța. În 1 ianuarie 2022 avea o populație de 155 de locuitori.